# Ratusz w Toszku
Ratusz w Toszku – zabytkowa siedziba władz miejskich znajdująca się w mieście Toszek, w powiecie gliwickim, w województwie śląskim.
Jest to budowla wzniesiona w stylu klasycystycznym w 1836 roku. Jest usytuowana szczytowo i znajduje się we wschodniej pierzei Rynku. Ratusz powstał na miejscu poprzedniej budowli z 1767 roku. Budynek charakteryzuje się monumentalną fasadą z parą narożnikowych wież. Ratusz jest murowany i otynkowany
Podczas II wojny światowej budynek został uszkodzony, odbudowano go pod koniec lat 50. XX wieku pod nadzorem Ireneusza Sławińskiego.